# Lexa Doig
Alexandra L. Doig (8. lipnja 1973.) je kanadska glumica poznata po umjetničkom imenu Lexa Doig. Njena možda najpoznatija uloga bila je uloga Rommie u znanstevno fantastičnoj TV seriji Andromeda, te sporedna uloga u TV seriji Stargate SG-1.

## Filmografija
- Eureka (2007)
- The 4400 (2005)
- Stargate SG-1 (2005)
- Human Cargo (2004)
- The Tracker (2001)
- Jason X (2001)
- Code name phoenix (2000)
- Andromeda (2000)
- No Alibi (2000)
- Earth: Final Conflict (1999-2000)
- CI5: The New Professionals (1998)
- While My Pretty One Sleeps (1997)
- TekWar (1994)

## Vanjske poveznice
- IMDb profil
- Stranice obožavatelja  Arhivirana inačica izvorne stranice od 20. svibnja 2007. (Wayback Machine)